# Indische Cricket-Nationalmannschaft in Bangladesch in der Saison 2022/23
Die Tour der indischen Cricket-Nationalmannschaft nach Bangladesch in der Saison 2022/23 fand vom 4. Dezember bis zum 25. Dezember 2022 statt. Die internationale Cricket-Tour war Bestandteil der Internationalen Cricket-Saison 2022/23 und umfasste zwei Tests und drei ODIs. Die Tests waren Bestandteil der ICC World Test Championship 2021–2023. Bangladesch gewann die ODI-Serie mit 2-1, während Indien sich die Test-Serie mit 2–0 sicherte.

## Vorgeschichte
Bangladesch spielte zuvor wie auch Indien beim ICC Men’s T20 World Cup 2022, Indien seitdem jedoch auch noch eine Tour in Neuseeland. Das letzte Aufeinandertreffen der beiden Mannschaften bei einer Tour fand in der Saison 2019/20 in Indien statt.

## Stadien
Die folgenden Stadien wurden für die Tour als Austragungsort vorgesehen.
| Stadion                       | Stadt      | Kapazität | Spiele               |
| ----------------------------- | ---------- | --------- | -------------------- |
| Zohur Ahmed Chowdhury Stadium | Chittagong | 22.000    | 1. Test; 3. ODI      |
| Bangabandhu National Stadium  | Dhaka      | 36.000    | 2. Test; 1. & 2. ODI |

## Kaderlisten
Indien benannte seine Kader am 31. Oktober 2022.
Bangladesch benannte seinen ODI-Kader am 24. November und seinen Test-Kader am 8. Dezember 2022.
| Test | Test | ODI | ODI |
| Bangladesch | Indien | Bangladesch | Indien |
| --- | --- | --- | --- |
| - Shakib Al Hasan (K) - Litton Das (K, wk) - Ebadot Hossain - Khaled Ahmed - Mahmudul Hasan Joy - Mehidy Hasan Miraz - Mominul Haque - Mushfiqur Rahim (wk) - Najmul Hossain Shanto - Nurul Hasan (wk) - Rejaur Rahman Raja - Shoriful Islam - Taijul Islam - Taskin Ahmed - Yasir Ali - Zakir Hasan (wk) | - Rohit Sharma (K) - KL Rahul (VK) - Ravichandran Ashwin - K. S. Bharat (wk) - Shubman Gill - Shreyas Iyer - Ravindra Jadeja - Virat Kohli - Rishabh Pant (wk) - Axar Patel - Cheteshwar Pujara - Mohammed Shami - Mohammed Siraj - Shardul Thakur - Kuldeep Yadav - Umesh Yadav | - Litton Das (K, wk) - Afif Hossain - Anamul Haque - Ebadot Hossain - Hasan Mahmud - Mahmudullah - Mehidy Hasan Miraz - Mushfiqur Rahim (wk) - Mustafizur Rahman - Najmul Hossain Shanto - Nasum Ahmed - Nurul Hasan (wk) - Shakib Al Hasan - Tamim Iqbal - Taskin Ahmed - Yasir Ali - Shoriful Islam - Mahmudullah - Mushfiqur Rahim (wk) - Mustafizur Rahman | - Rohit Sharma (K) - KL Rahul (VK) - Shahbaz Ahmed - Deepak Chahar - Yash Dayal - Shikhar Dhawan - Shreyas Iyer - Ravindra Jadeja - Ishan Kishan (wk) - Virat Kohli - Umran Malik - Rishabh Pant (wk) - Axar Patel - Rajat Patidar - Kuldeep Sen - Mohammed Shami - Mohammed Siraj - Washington Sundar - Shardul Thakur - Rahul Tripathi |

## One-Day Internationals

### Erstes ODI in Dhaka
| 4. Dezember Scorecard | Dhaka | Indien 186 (41.2)                | – | Bangladesch 187-9 (46) |
|                       |       | Bangladesch gewinnt mit 1 Wicket |   |                        |

Bangladesch gewann den Münzwurf und entschied sich als Feldmannschaft zu beginnen. Für Indien erzielte zunächst Eröffnungs-Batter Rohit Sharma 27 Runs. Daraufhin bildete Shreyas Iyer zusammen mit KL Rahul eine Partnerschaft. Iyer verlor nach 24 Runs sein Wicket und wurde durch Washington Sundar ersetzt, der 19 Runs erzielte. An der Seite von Rahul konnte sich dann kein weiterer Spieler etablieren und nachdem er nach einem Fifty über 73 Runs sein Wicket verlor endete kurz darauf das Innings mit einer Vorgabe von 187 Runs. Beste bangladeschische Bowler waren Shakib Al Hasan mit 5 Wickets für 36 Runs und Ebadot Hossain mit 4 Wickets für 47 Runs. Für Bangladesch bildete Eröffnungs-Batter Litton Das zusammen mit dem dritten Schlagmann Anamul Haque eine Partnerschaft. Nachdem Haque nach 14 Runs ausschied, folgte ihm Shakib Al Hasan. Das verlor sein Wicket nach 41 Runs und Al Hasan nach 18 Runs. Nachdem Mahmudullah 14 Runs erzielte konnte Mehidy Hasan Miraz mit 38* Runs die Vorgabe im 46. Over einholen. Bester Bowler für Indien war Mohammed Siraj mit 3 Wickets für 32 Runs. Als Spieler des Spiels wurde Mehidy Hasan ausgezeichnet.

### Zweites ODI in Dhaka
| 7. Dezember Scorecard | Dhaka | Bangladesch 271-7 (50)         | – | Indien 266-9 (50) |
|                       |       | Bangladesch gewinnt mit 5 Runs |   |                   |

Bangladesch gewann den Münzwurf und entschied sich als Schlagmannschaft zu beginnen. Nachdem Eröffnungs-Batter Anamul Haque nach 11 Runs ausschied, erzielte Najmul Hossain Shanto 21 Runs. Ihnen folgte Mahmudullah, der mit Mehidy Hasan Miraz einen Partner fand. Mahmudullah verlor nach einem Fifty über 77 Runs sein Wicket, während Hasan zusammen mit Nasum Ahmed das Innings ungeschlagen beendete. Hasan erzielte dabei ein Century über 100* Runs aus 83 Bällen, Ahmed 18* Runs. Bester indischer Bowler war Washington Sundar mit 3 Wickets für 37 Runs. Nachdem Indien früh seine Eröffnungs-Batter verlor konnte sich Shreyas Iyer etablieren. An seiner Seite erzielte Washington Sundar 11 Runs und KL Rahul 14 Runs, bevor er Axar Patel als Partner fand. Iyer schied dann nach einem Fifty über 82 Runs aus und Patel nach 56 Runs. Als drittletzter Batter kam Rohit Sharma ins Spiel, der sich zuvor am Daumen verletzt hatte. Der konnte zwar noch ein Half-Century über 51* Runs erzielen, was jedoch nicht ausreichte, um die Vorgabe einzuholen. Bester bangladeschischer Bowler war Ebadot Hossain mit 3 Wickets für 45 Runs. Als Spieler des Spiels wurde Mehidy Hasan ausgezeichnet.

### Drittes ODI in Chittagong
| 10. Dezember Scorecard | Chittagong | Indien 409-8 (50)           | – | Bangladesch 182 (34) |
|                        |            | Indien gewinnt mit 221 Runs |   |                      |

Bangladesch gewann den Münzwurf und entschied sich als Feldmannschaft zu beginnen. Der indische Eröffnungs-Batter Ishan Kishan bildete zusammen mit dem dritten Schlagmann Virat Kohli eine Partnerschaft. Kishan schied nach einem Double-Century über 210 Runs aus 131 Bällen aus, während Kohli ein Century über 113 Runs aus 91 Bällen erzielte. Daraufhin bildeten Washington Sundar und Axar Patel eine Partnerschaft. Patel verlor nach 20 Runs sein Wicket und Sundar nach 37 Runs und so erhöhte sich die Vorgabe auf 410 Runs. Beste bangladeschische Bowler waren mit jeweils zwei Wickets: Shakib Al Hasan (für 68 Runs), Ebadot Hossain (für 80 Runs) und Taskin Ahmed (für 89 Runs). Für Bangladesch bildeten Eröffnungs-Batter Litton Das und der dritte Schlagmann Shakib Al Hasan eine Partnerschaft. Das verlor nach 39 Runs sein Wicket und an der Seite von Al Hasan konnte Yasir Ali 25 Wickets erreichen. Nachdem Al Hasan dann nach 43 Runs ausschied verlor auch Mahmudullah sein Wicket nach 20 Runs. Eine letzte Partnerschaft bildeten Taskin Ahmed und Mustafizur Rahman. Rahman verlor dann das letzte Wicket nach 13 Runs, als Ahmed bei 17* Runs stand. Dies reichte nicht um die Vorgabe zu gefährden. Bester bangladeschischer Bowler war Shardul Thakur mit 3 Wickets für 30 Runs. Als Spieler des Spiels wurde Ishan Kishan ausgezeichnet.

## Tests

### Erster Test in Chittagong
| 14. – 18. Dezember Scorecard | Chittagong | Indien 404 (133.5) & 258-2d (61.4) | – | Bangladesch 150 (55.5) & 324 (113.2) |
|                              |            | Indien gewinnt mit 188 Runs        |   |                                      |

Indien gewann den Münzwurf und entschied sich als Schlagmannschaft zu beginnen. Für sie bildeten die Eröffnungs-Batter KL Rahul und Shubman Gill eine erste Partnerschaft. Gill schied nach 20 und Rahul kurz darauf nach 22 Runs aus. Daraufhin etablierte sich Cheteshwar Pujara und an seiner Seite erreichte Rishabh Pant 46 Runs. Diesem folgte Shreyas Iyer. Nachdem Ujara nach einem Fifty über 90 Runs sein Wicket verlor, erreichte Axar Patel noch 16 Runs, bevor der Tag beim Stand von 278/6 endete. Am zweiten Tag schied Iyer nach einem Half-Century über 86 Runs aus. Ihm folgte eine Partnerschaft zwischen Ravichandran Ashwin und Kuldeep Yadav. Nachdem Ashwin nach 58 und Yadav nach 40 Runs ihre Wickets verloren beendete Umesh Yadav das Innings ungeschlagen mit 15* Runs. Beste bangladeschische Bowler waren Mehidy Hasan Miraz mit 4 Wickets für 112 Runs und Taijul Islam mit 4 Wickets für 112 Runs. Für Bangladesch bildete Eröffnungs-Batter Zakir Hasan zusammen mit dem vierten Schlagmann Litton Das eine Partnerschaft. Das verlor nach 24 Runs sein Wicket und wurde durch Mushfiqur Rahim ersetzt. Nachdem Hasan nach 20 Runs ausschied konnte Nurul Hasan 16 Runs erzielen. Rahim erreichte 28 Runs, bevor Mehidy Hasan und Ebadot Hossain den tag beim Stand von 133/8 beendeten. Am dritten Tag schied Hossain nach 17 Runs aus und Hasan verlor das letzte Wicket des Innings nach 25 Runs. So hatte Bangladesch einen Rückstand von 254 Runs nach dem ersten Innings. Beste indische Bowler waren Kuldeep Yadav mit 5 Wickets für 40 Runs und Mohammad Siraj mit 3 Wickets für 20 Runs. Indien verzichtete auf das Follow-on und begann mit KL Rahul und Shubman Gill das zweite Innings. Rahul schied nach 3 Runs aus und wurde durch Cheteshwar Pujara ersetzt. Gill erreichte ein Century über 110 Runs aus 152 Bällen und nachdem sein Nachfolger Vorat Kohli 19* Runs erreicht hatte deklarierte Indien das Innings.  Pujara hatte zu diesem Zeitpunkt ein Century über 102* Runs aus 130 Bällen erzielt. Die bangladeschischen Wickets erzielten Khaled Ahmed und Mehidy Hasan. Bangladesch hatte eine Vorgabe von 513 Runs zu bewältigen. Bis zum Ende des Tages etablierten sich Najmul Hossain Shanto und Zakir Hasan und beendeten den tag beim Stand von 42/0. Am vierten Tag verlor Shanto nach einem Fifty über 67 Runs sein Wicket. An der Seite von Hasan konnte Litton Das 19 Runs erzielen, bevor auch Hasan nach einem Century über 100 Runs aus 224 Bällen sein Wicket verlor. Daraufhin entstand eine Partnerschaft zwischen Mushfiqur Rahim und Shakib Al Hasan. Rahim schied nach 23 Runs aus und an der Seite von Al Hasan folgte Mehidy Hasan, bevor der Tag beim Stand von 272/6 endete. Am fünften Tag schied Hasan nach 13 Runs aus und auch Al Hasan verlor nach einem Fifty über 84 Runs sein Wicket. Kurz darauf endete das Innings und das Spiel. Beste indische Bowler waren Axar Patel mit 4 Wickets für 77 Runs und Kuldeep Yadav mit 3 Wickets für 73 Runs. Als Spieler des Spiels wurde Kuldeep Yadav ausgezeichnet.

### Zweiter Test in Dhaka
| 22. – 25. Dezember Scorecard | Dhaka | Bangladesch | – | Indien |
|                              |       |             |   |        |

Bangladesch gewann den Münzwurf und entschied sich als Schlagmannschaft zu beginnen. Die bangladeschischen Eröffnungs-Batter Najmul Hossain Shanto und Zakir Hasan konnten eine erste Partnerschaft bilden. Hasan schied nach 15 und Shanto nach 24 Runs aus, bevor sich Mominul Haque etablieren konnte. An seiner Seite erreichten Shakib Al Hasan 16, Mushfiqur Rahim 26, Litton Das 25 und Mehidy Hasan Miraz 15 Runs. Daraufhin verlor auch Haque sein Wicket nach einem Fifty über 84 Runs und das Innings endete nach 227 Runs. Beste indische Bowler waren Umesh Yadav mit 4 Wickets für 25 Runs und Ravichandran Ashwin mit 4 Wickets für 71 Runs. Indien erreichte dann ohne den Verlust eines Wickets das Ende des Tages beim Stand von 19/0. Am zweiten Tag schied KL Rahul nach 10 und Shubman Gill nach 20 Runs aus. Daraufhin bildeten Cheteshwar Pujara und Virat Kohli eine Partnerschaft. Pujara erreichte 24 Runs und wurde durch Rishabh Pant ersetzt, während Kohli ebenfalls nach 24 Runs ausschied und durch Shreyas Iyer gefolgt wurde. Pant und Iyer bildeten eine Partnerschaft über 159 Runs, bevor Pant nach einem Fifty über 93 Runs sein Wicket verlor. Iyer verlor sein Wicket nach 87 Runs. Von den verbliebenen Battern konnte dann Ravichandran Ashwin 12 und Jaydev Unadkat und Umesh Yadav jeweils 14 Runs erzielen, bevor das Innings mit einem Vorsprung von 87 Runs endete. Beste bangladeschische Bowler waren Taijul Islam mit 4 Wickets für 74 Runs und Shakib Al Hasan mit 4 Wickets für 79 Runs. Bangladesch verlor bis zum Ende des Tages dann kein Wicket mehr und erzielte bis dahin einen Stand von 7/0. Am dritten Tag etablierte sich Zakir Hasan. An seiner Seite erreichte Shakib Al Hasan 13, bevor er eine Partnerschaft mit Litton Das bildete. Hasan verlor nach einem Fifty über 51 Runs sein Wicket und nachdem Nurul Hasan an der Seite von Das 31 Runs erreichte folgte ihm Taskin Ahmed. Das schied nach einem Half-Century über 71 Runs aus, während Ahmed das Innings ungeschlagen nach 31* Runs beendete. Bester indischer Bowler war Axar Patel mit 3 Wickets für 68 Runs. Bis zum Ende des Tages konnte sich lediglich Axar Patel etablieren. Indien verlor noch vier Wickets und erreichte einen Stand von 45/4. Am vierten Tag erreichte Jaydev Unadkat an der Seite von Patel 13 Runs, bevor auch dieser nach 34 Runs sein Wicket verlor. Die Partnerschaft auf Shreyas Iyer (29* Runs) und Ravichandran Ashwin (42* Runs), konnte dann die Vorgabe einholen. Bester bangladeschischer Bowler war Mehidy Hasan Miraz mit 5 Wickets für 63 Runs. Als Spieler des Spiels wurde Ravichandran Ashwin ausgezeichnet.

## Auszeichnungen

### Player of the Series
Als Player of the Series wurden der folgende Spieler ausgezeichnet.
| Serie | Player of the Series |
| ----- | -------------------- |
| Test  | Cheteshwar Pujara    |
| ODI   | Mehidy Hasan         |

### Player of the Match
Als Player of the Match wurden die folgenden Spieler ausgezeichnet.
| Spiel   | Player of the Match |
| ------- | ------------------- |
| 1. Test | Kuldeep Yadav       |
| 2. Test | Ravichandran Ashwin |
| 1. ODI  | Mehidy Hasan        |
| 2. ODI  | Mehidy Hasan        |
| 3. ODI  | Ishan Kishan        |